# 린우드 (캘리포니아주)

린우드의 위치

린우드(영어: Lynwood)는 미국 캘리포니아주 로스앤젤레스군에 있는 도시이다. 2000년으로서 도시의 인구는 69,845명이었다.로스엔젤레스 유역의 남쪽 지점에 있는 사우스게이트와 콤프톤 근처에 위치한다. 1921년 도시가 된 린우드는 지역 낙농업자 찰스 세션스의 부인 미세스 린 우드 세션스의 이름을 따서 작명되었다.

## 인구
| 인구조사              | 인구   | Note  | %±     |
| --------------------- | ------ | ----- | ------ |
| 1930년                | 7,323  |       | —      |
| 1940년                | 10,982 |       | 50.0%  |
| 1950년                | 25,823 |       | 135.1% |
| 1960년                | 31,614 |       | 22.4%  |
| 1970년                | 43,354 |       | 37.1%  |
| 1980년                | 48,289 |       | 11.4%  |
| 1990년                | 61,945 |       | 28.3%  |
| 2000년                | 69,845 |       | 12.8%  |
| 2010년                | 69,772 |       | −0.1%  |
| 2019 (추산)           | 69,887 | [ 2 ] | 0.2%   |
| U.S. Decennial Census |        |       |        |

## 출신 인사
- 케빈 코스트너
- 비너스 윌리엄스

## 자매도시
린우드는 현재 세 도시와 자매결연을 맺은 상태이다.
- 멕시코, 탈파데알렌데 (Talpa de Allende)
- 멕시코, 아과스칼리엔테스
- 멕시코, 사카테카스 (Zacatecas)

## 참고
1. ↑  U.S. Census Bureau 보관됨 2020-02-16 - archive.today,2010년 7월 20일 확인함.
2. ↑  “Population and Housing Unit Estimates”. United States Census Bureau. 2020년 5월 24일. 2020년 5월 27일에 확인함.
3. ↑  “Census of Population and Housing”. 《미국 인구조사국》. 2015년 6월 4일에 확인함.
4. ↑  공식웹사이트 자매결연 페이지 보관됨 2009-02-26 - 웨이백 머신,2010년 7월 20일 확인함.